# Salamandra
Salamandra (russisk: Саламандра) er en sovjetisk-tysk stumfilm fra 1928 af Grigorij Rosjal.

## Medvirkende
- Bernhard Goetzke som Zange
- Natalja Rozenel som Felicia
- Nikolaj Khmeljov som Ruprecht Karlstein
- Sergej Komarov som Pater Brzhezinskij
- Vladimir Fogel